# 邱敏舜
邱敏舜（1979年10月25日—），為台灣的棒球選手之一，曾經效力於中華職棒興農牛隊，守備位置為外野手。

## 經歷
- 台南市寶仁國小
- 台南市後甲國中
- 台南市南英商工青棒隊
- 國立體育學院棒球隊（新寶）
- 中華職棒統一獅隊隨隊練習
- 中華職棒興農牛隊（2003年～2005年）
- 中華職棒興農牛隊體能教練兼球員（2005年～2007年）
- 中華職棒興農牛隊二軍守備教練兼球員（2007年～2010年）
- 台南市南英商工青棒隊總教練（2010年～2012年）
- 桃園縣國立體育學院棒球隊（台灣啤酒）教練
- 台南市成棒隊守備教練（2014年～2015年）
- 國訓中心棒球隊教練（2016年～2017年）
- ELEVEN SPORTS棒球球評
- 台南市南英商工青棒隊教練（2020年～2021年）

## 職棒生涯成績
| 年度 | 球隊   | 出賽 | 打數 | 安打 | 全壘打 | 打點 | 盜壘 | 四死 | 三振 | 壘打數 | 打擊率 | 上壘率 | 長打率 | OPS   |
| ---- | ------ | ---- | ---- | ---- | ------ | ---- | ---- | ---- | ---- | ------ | ------ | ------ | ------ | ----- |
| 2003 | 興農牛 | 39   | 55   | 15   | 0      | 4    | 4    | 7    | 16   | 15     | 0.273  | 0.365  | 0.273  | 0.638 |
| 2004 | 興農牛 | 46   | 43   | 10   | 1      | 4    | 2    | 1    | 16   | 13     | 0.233  | 0.283  | 0.302  | 0.585 |
| 2005 | 興農牛 | 29   | 2    | 0    | 0      | 0    | 0    | 1    | 1    | 0      | 0.000  | 0.333  | 0.000  | 0.333 |
| 合計 | 3年    | 114  | 100  | 25   | 1      | 8    | 6    | 9    | 33   | 28     | 0.250  | 0.330  | 0.280  | 0.610 |

## 特殊事蹟
- 2003年，在選秀會上獲得興農牛隊第二輪指名，成為國立體育學院（現國立體育大學）首位職棒球員。

## 外部連結
- 邱敏舜在台灣棒球維基館上的頁面（繁體中文）
- 球員資訊和成績在中華職棒官網（中文）